# 영장
영장(令狀, 문화어: 령장)은 명령을 기록한 종이문서로, 특히 법원 또는 법관이 사람 또는 물건에 대하여 체포, 구금, 수색, 압수 명령 이나 허가를 내용으로 하여 발부하는 문서를 말한다. 예를 들어, 「○○씨가 ××죄의 혐의로 체포됐다」라고 하면, 피의자를 체포하는 경찰관은 자신의 판단으로 누구라도 체포할 수 있는 것은 아니므로, 경찰관이 사람을 체포할 때에는 원칙적으로 “피의자 ○○을 ××죄의 혐의로 체포하는 것을 허용한다.”라는 내용의 영장(체포영장) 발부를 판사에게 청구하여야 하며, 이때 독립적이고 객관적인 판사로부터 영장을 발부 받지 않으면 안 된다는 규칙을 말한다. 영장주의의 예외로는 체포를 하고, 스스로 저지른 범죄에 대해 밝히는 현행범 체포의 경우에는 체포영장이 필요하지 않다. 마찬가지로 자택수색에 대해서는 압수수색 영장이, 신체검사에 대해서는 해당 영장이 필요하다. 이처럼 영장주의는 “법원 또는 판사가 발부한 적법한 절차, 즉 영장에 의하지 않고서는 형사절차 상의 강제처분을 할 수 없다”는 원칙을 말한다.
대한민국헌법에서 체포·구속·압수 또는 수색을 할 때에는 적법한 절차에 따라 검사의 신청에 의하여 법관이 발부한 영장을 제시하여야 한다. 다만, 현행범인인 경우와 장기 3년 이상의 형에 해당하는 죄를 범하고 도피 또는 증거인멸의 염려가 있을 때에는 사후에 영장을 청구할 수 있다. 영장은 ‘명령서’, ‘통지서’로 한국어 순화어를 쓰도록 권장 됨에 따라 입영영장은 입영통지서로 쓴다.
- 수색영장은 수사기관에게 피의자 등을 상대로 형사소송상의 증거물을 수색할 것을 명령하는 법원의 명령장이다.
- 체포영장은 혐의자의 체포를 지시하는 검찰이 청구하고, 판사는 이를 검토하여 승인하는 명령장이다.
- 구속영장은 피고인이나 또는 피의자를 구인·구금하기 위하여 검사의 청구에 따라 법원이 발부하는 영장이다.
- 인신보호영장은 이유없이 구금되었을 때 신청해 구금에서 풀려날 수 있게하는 영장으로, 대한민국에서는 구속적부심사를 쓴다.

## 필요성
경찰관이 자신의 판단으로 법원의 허가를 받는 등의 절차를 요구하지 않고 체포할 수 있다면, 오히려 범죄자를 신속하게 검거하기 때문에, 예방적 측면에서 접근해 볼때, 사회 전체로 보면 좋은 결과를 가져다 줄 수 있을 지도 모른다. 그러나 체포는 강제로 72시간까지 구금할 수 있고, 경우에 따라서는 언론에 보도되거나, 직위 해제등 체포된 사람이 받는 부담은 상당히 클 수 있다. 그래서 체포와 같이 신체를 구속하거나 수색압류와 같이 강제적으로 주거지에 출입할 경우, 그리고 상대에 대해 부담이 큰 수사의 경우에 대하여 중립적인 외부 기관인 법원, 즉 판사의 확인을 받은 후, 허가를 받도록 형사소송법상 규정되어 있는 것이다. 그렇게 함으로써 수사가 제대로 진행되고, 수사 대상이었던 사람은 부담을 덜 받고, 피하려고 노력하게 되는 수사의 효율성과 인권보장이라는 두 마리 토끼를 잡을 수 있는 장치가 바로 영장주의인 것이다.
다시 말해서, 영장주의는 기본적으로 인권을 보호하기 위한 중요한 원칙이며, 국가의 가장 기본적인 규칙인 헌법에 명시되어 있다. 이에 판사가 영장을 발부하기 위한 조건은 법률로 정해져 있는데, 구속영장의 경우 현행범체포 이외에 형사소송법상 판사는 피의자가 죄를 저질렀음을 의심하기에 충분한 이유가 인정될 경우, 검찰, 경찰관 등의 요청에 따라 구속영장이 발부되며, 단 분명히 체포될 필요가 없다고 인정될 때에는 예외로 하고 있다. 이때 판사는 당사자가 범죄를 범했다고 의심할 만한 타당한 근거가 있는지, 구속의 필요성이 없는 것이 명백한지의 여부 등 사건의 기록을 객관적이고 중립적으로 검토하고 판단해야 한다.
이상 체포영장 이외에도 압수수색 영장(주거 침입 등에 의한 범죄와 관련된 물건의소유에 대한 수사를 허가하는 영장), 신체검사 영장(사람의 신체 상태를 강제적으로 확인하도록 수사를 허가하는 영장), 감정처분 허가 영장(시체 부검을 허가하는 영장), 구금영장(체포에 따라 신체구속을 허가하는 영장) 등이 있다.

## 법원의 영장 청구
법원은 기본적으로 수사기관으로부터 청구를 받아 영장을 발부받는 심사를 실시하는 기관이며 심사는 판사가 한다. 심사를 한 결과, 법률상의 조건이 모두 인정된다고 판단이 되면 그때 영장을 발부하게 된다. 영장 청구는 낮에 주로 이루어지지만, 밤에도 청구가 가능한데, 이는 언제 일어날지 모르는 범죄를 상대로 수사기관은 수사를 하고 있기 때문에 밤에 영장이 필요한 것은 당연하다. 때문에 법원도 야간 영장청구(당직업무)에 대응할 수 있는 여건을 갖추고 있다.
이에 당직 업무 담당자의 경우 판사가 교대로 근무를 담당하는데 일년에 몇 번 정도, 당번이 돌아온다고 한다. 당직 업무의 당번일은 저녁부터이며, 청사 안에 있는 당직실에서 대기하며, 영장 청구가 오면, 판사는 사건의 기록을 받아 심사를 하며, 조건이 갖추어져 있다고 판단되면 영장에 날인을 한다. 경우에 따라서 새벽 2시에 일어나 영장 심사를 하는 것도 흔한 일이며, 하루에 두 번 다른 영장 심사를 하는 경우도 있다고 한다.
판사에게 당직업무를 포함한 영장 사건의 어려움은 당직인원은 1명이서 짧은 시간 안에 판단을 해야 한다는 것이다. 다시 말해서 혼자서 영장을 발부하기 때문에 부담이 크며, 짧은 시간 안에 결정을 내려야 할 필요성에 대해서는 수사를 함에 있어서 긴급함이 요구되기 때문에, 야간이라도 영장을 청구하러 오는 경우가 많다는 것이다. 가급적 필요하거나 중요한 수사라면 법원도 신속하게 영장을 발부하여 수사를 실시하는 것이 바람직하기 때문에 판사의 영장심사는 신속하게 진행되어야 한다는 것이다.
이러한 당직 업무는 정신적 육체적으로도 힘들 때가 있지만, 판사가 왜 영장심사를 하게 되었는가 하면, 수사 대상에 대한 부당한 부담을 받지 않도록 하기 위해서라며, 이는 섣부른 잘못된 판단으로 구속하면 안 되는 사람을 구속하면 안 되기 때문이라는 사명감에서 비롯된다고 한다.

## 영장 현황과 실태

### 구속영장
2014년부터 2018년까지 대법원 영장청구와 발부, 기각과 발부율을 살펴보면 영장청구는 평균 35,729건으로 2014년 대비 대체로 감소추세를 보이고 있으나 영장발부는 평균 28,970건으로 증가와 감소를 교차하고 있는 것을 알 수 있다. 또한 2014년 대비 대체로 감소추세에 있고, 기각은 평균 6,755건으로 증가와 감소를 교차하고 있으나 2014년 대비 대체로 감소추세에 있는 것을 알 수 있었다. 그리고 발부율은 평균 81.1%로 2014년 대비 증가추세에 있는 것을 확인할 수 있다. 이를 도표로 나타내면 다음과 같다.
|      | 청구   | 발부   | 기각  | 발부율 | 구속기소 인원수 | 발부(수사) 대비 구속 기소율(%) |
| ---- | ------ | ------ | ----- | ------ | --------------- | ------------------------------ |
| 2014 | 35,767 | 28,438 | 7,299 | 79.5   | 28,479          | 100.1                          |
| 2015 | 38,061 | 31,158 | 6,883 | 81.9   | 31.343          | 100.6                          |
| 2016 | 39,624 | 32,395 | 7,242 | 81.8   | 232.528         | 100.4                          |
| 2017 | 35,126 | 28,400 | 6,739 | 80.9   | 28,728          | 101.2                          |
| 2018 | 30,065 | 24,457 | 5,610 | 81.3   | 24.876          | 101.7                          |
| 평균 | 35,729 | 28,970 | 6,755 | 81.1   | 29.191          | 100.8                          |

### 압수․수색․검증 영장
2014년부터 2018년까지의 압수수색검증영장 현황을 살펴보면 영장청구는 평균 201,714건으로 2014년 대비 비교적 증가추세에 있으며, 영장발부는 180,034건으로 2014년 대비 증가추세에 있는 것을 알 수 있다. 일부기각과 기각 역시 증가추세에 있으며, 영장 발부율은 평균 89.3%로 2014년 대비 점차 감소하고 있는 것을 확인할 수 있다. 최근 5년간 압수수색검증 영장 현황을 살펴보면 다음과 같다.
|      | 청구    | 발부    | 일부기각 | 기각  | 발부율(%) |
| ---- | ------- | ------- | -------- | ----- | --------- |
| 2014 | 181,067 | 166,033 | 13,421   | 1,613 | 91.7      |
| 2015 | 184,000 | 165,042 | 17,261   | 1,697 | 89.7      |
| 2016 | 188,538 | 168,268 | 18,543   | 1,727 | 89.2      |
| 2017 | 204,263 | 181,012 | 21,273   | 1,978 | 88.6      |
| 2018 | 250,701 | 219,815 | 28,213   | 2,673 | 87.7      |
| 평균 | 201,714 | 180,034 | 19,742   | 1,938 | 89.3      |

## 같이 보기
- 영장주의